# تپه اوتای باغچه
تپه اوتای باغچه مربوط به دوران‌های تاریخی پس از اسلام است و در استان قزوین، شهرستان آوج، بخش مرکزی شهرستان آوج، روستای مشانه واقع شده و این اثر در تاریخ ۲۲ مرداد ۱۳۸۴ با شمارهٔ ثبت ۱۳۲۶۳ به‌عنوان یکی از آثار ملی ایران به ثبت رسیده است.